# Hermann Meiners
Hermann Meiners (* 13. Juni 1935 in Emsdetten) ist ein deutscher Physiker, zahnärztlicher Werkstoffkundler und emeritierter Hochschullehrer.

## Leben
1955 nahm Meiners das Physikstudium an der Westfälischen Wilhelms-Universität Münster auf, welches er 1964 mit dem Diplom-Physiker-Examen abschloss. 1969 wurde er promoviert. In der Zeit von 1967 bis 1970 arbeitete er als  Assistent am Institut für Metallkunde der WWU Münster, woran sich von 1970 bis 1971 ein Forschungsaufenthalt als Research Associate am Department of Physics, Pitt-University, Pittsburgh, USA anschloss. Ab 1971 forschte er als Assistent mit dem Aufgabenbereich Zahnärztliche Werkstoffkunde in der Abteilung für Zahnärztliche Prothetik der Universität Münster. 1976 habilitierte er sich  für das Fach Zahnärztliche Werkstoffkunde, wonach er 1979 eine APL-Professur und 1982 eine  Berufung zum Professor für das Fach Zahnärztliche Werkstoffkunde an der Universität Münster erhielt.
Von 1982 bis 2000 war er Geschäftsführender Direktor des Institutes für Zahnärztliche Werkstoffkunde der WWU. Überdies war Meiners langjähriges Vorstandsmitglied der Westfälischen Gesellschaft für Zahn-, Mund- und Kieferheilkunde.
Seit 1955 ist er Mitglied der katholischen Studentenverbindung KDStV Sauerlandia Münster.

## Werke
- Abformgenauigkeit mit elastomeren Abformmaterialien – München, Wien : Hanser, 1977
- Elektrotransport und Diffusion in der β-Phase des Systems Kupfer-Antimon, Münster, 1969
- Taschenbuch der zahnärztlichen Werkstoffkunde, Vom Defekt zur Restauration, (Ko-Autoren: Reinhard Marxkors, Jürgen Geis-Gerstorfer),6. überarbeitete Auflage, 350 Seiten, mit 151 farbigen Abbildungen und 11 Tabellen, ISBN 978-3-7691-3344-8.